# Oncaea bispinosa
Oncaea bispinosa is een eenoogkreeftjessoort uit de familie van de Oncaeidae. De wetenschappelijke naam van de soort is voor het eerst geldig gepubliceerd in 2002 door Böttger-Schnack.